# Edvin Bengtsson
Edvin Arthur Bengtsson, född 11 augusti 1892 i Norra Vrams församling (nuvarande Bjuvs kommun), död 22 augusti 1970 i Malmö Sankt Pauli församling, var en svensk konstnär.
Bengtsson studerade konst i Danmark, och han var bosatt i Malmö i många år. Hans verk består främst av soliga skånska landskapsbilder, ofta med motiv från Söderåsen.
Han var gift med Astrid Bengtsson (fd Löf) som föddes 13 april 1900 och dog 29 augusti 1958. De är begravda bredvid varandra på Båstad kyrkogård.